# Allodia brevicornis
Allodia brevicornis är en tvåvingeart som först beskrevs av Günther Enderlein 1910.  Allodia brevicornis ingår i släktet Allodia och familjen svampmyggor. Inga underarter finns listade i Catalogue of Life.